# Dębinna Góra

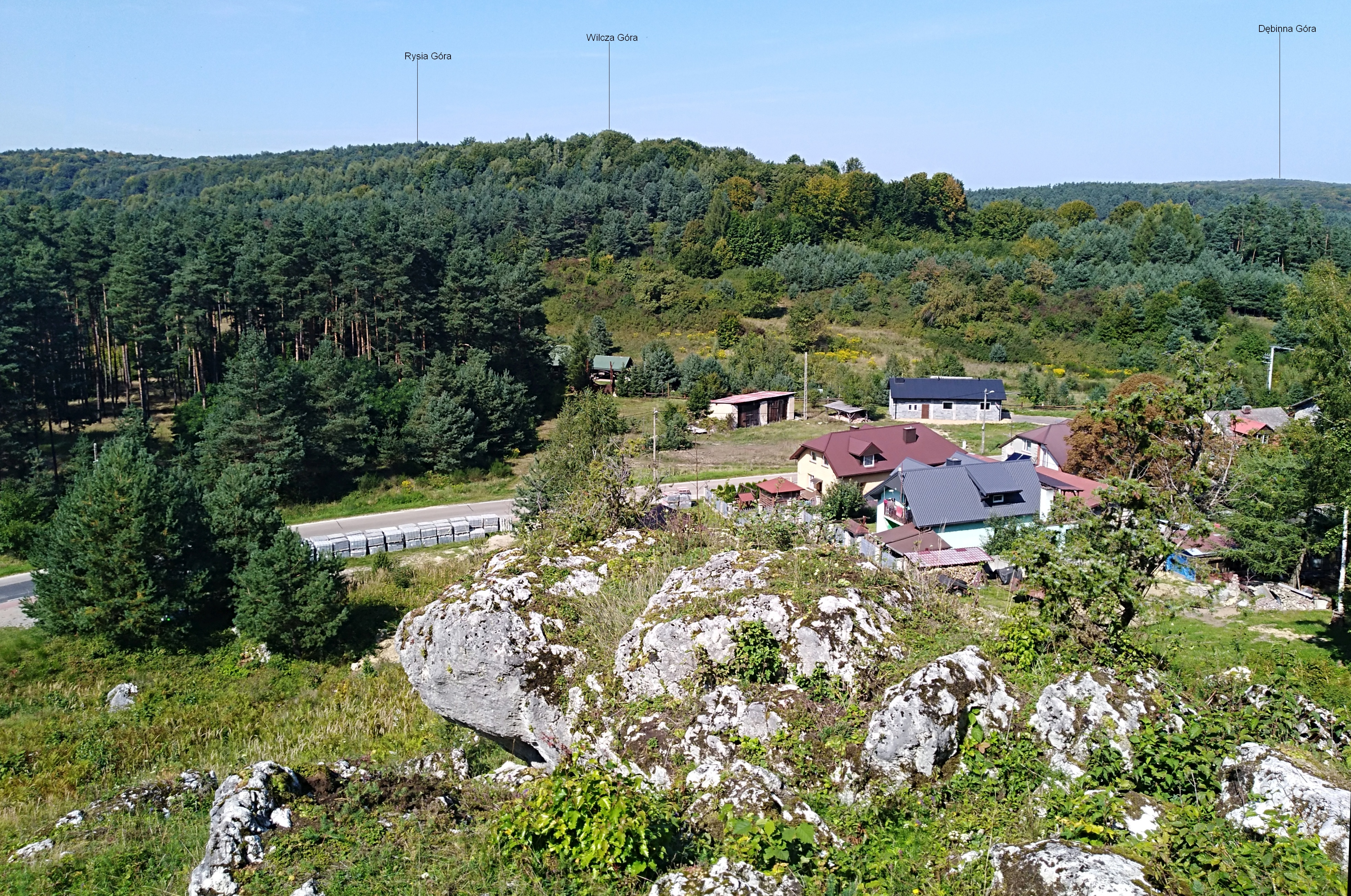
Widok spod Skał na Wzgórzu w Trzebniowie

Dębinna Góra (356 m), Dębina Góra – wzniesienie we wsi Trzebniów w województwie śląskim, w powiecie myszkowskim, w gminie Niegowa. Pod względem geograficznym znajduje się na Wyżynie Częstochowskiej. 
Dębinna Góra to całkowicie porośnięte lasem wzniesienie na północnym krańcu wsi Trzebniów, wznoszące się po zachodniej i północnej stronie drogi biegnącej od Trzebniowa do Ludwinowa. Są na niej skały  wapienne, a w nich Schronisko w Dębinnej Górze Pierwsze i Schronisko w Dębinnej Górze Drugie.